# Chúa Giêsu chữa lành người mù ở Giêrikhô

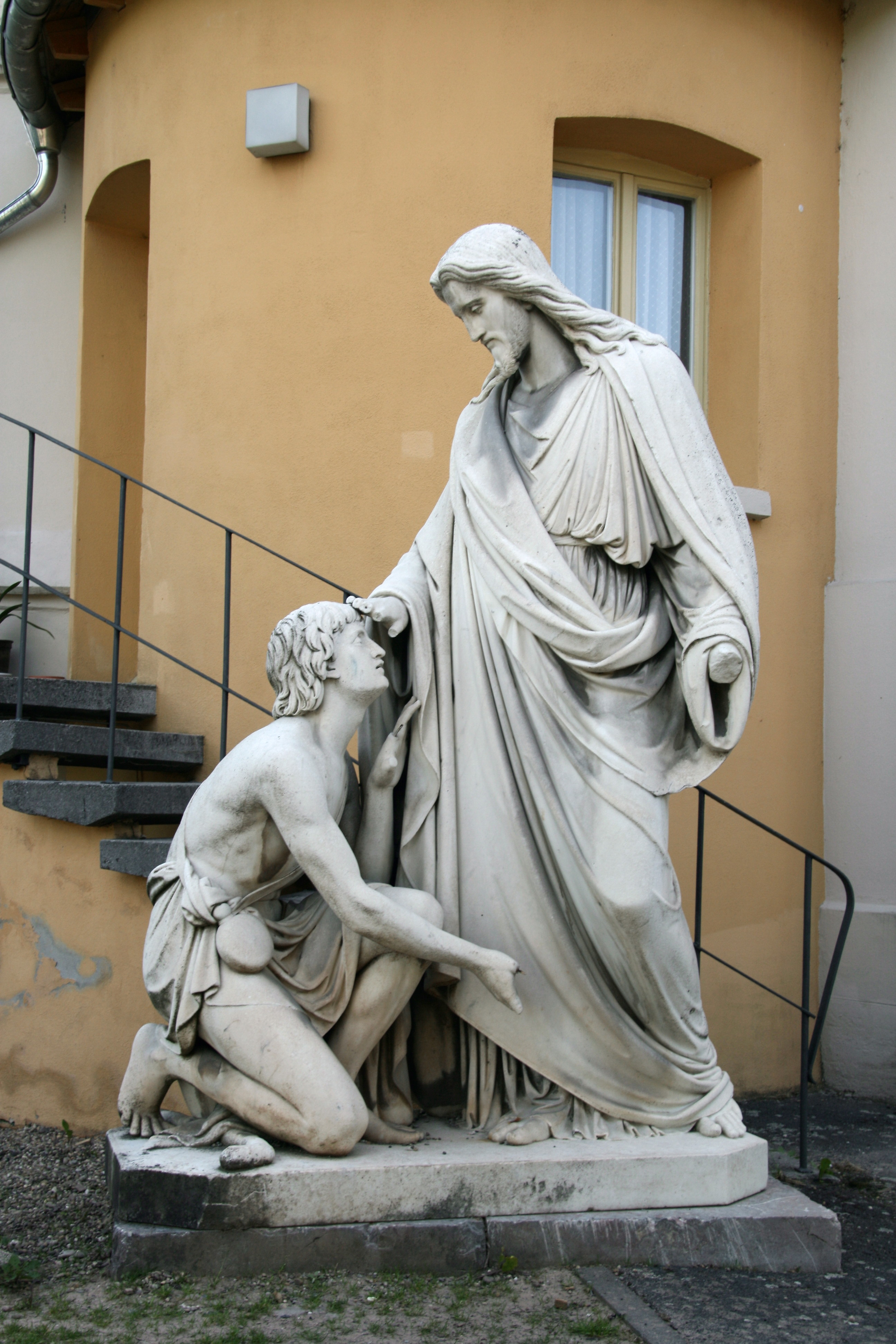
Đức Giêsu chữa lành Batimê, tượng của Johann Heinrich Stöver, năm 1861

Đức Giêsu chữa lành người mù Ở Giêrikhô là một phép lạ của Đức Giêsu được mô tả trong cả ba Phúc âm Nhất lãm. Bối cảnh của phép lạ này là khi Đức Giêsu đến Giêrikhô trên đường lên Giêrusalem, và tiếp theo ngay sau phép lạ sẽ là trình thuật về sự kiện Đức Giêsu tiến vào thành Giêrusalem trong Phúc âm Máccô và Phúc âm Mátthêu.

## Mô tả phép lạ trong các Phúc âm

### Phúc âm Máccô
Phúc âm Máccô mô tả Đức Giêsu chữa lành một người đàn ông tên Batimê (Bartimaeus) và việc chữa lành này cũng là đoạn văn phép lạ cuối cùng Đức Giêsu làm trong phúc âm này. Máccô bắt đầu đoạn văn cho biết Đức Giêsu và các môn đệ đến và đi qua thành Giêrikhô, và đây cũng là lần duy nhất địa danh này được nhắc đến trong Phúc âm Máccô.
Máccô cho biết người này mang tên Batimê (Bartimaeus), con ông Timê (Timaeus). Phúc âm Máccô chỉ có một người khác nữa được nêu tên khi được chữa lành là con gái ông Giaia (Mc 5, 22). Batimê bị mù và tác giả dùng từ mù (typhlos) ba lần để nói về Batimê. Do bị mù, Batimê phải sống bằng nghề ăn xin bên vệ đường. Batimê đã nghe biết về Đức Giêsu và đã tin Đức Giêsu là Đấng Messiah con Vua David nên khi nghe nói Đức Giêsu đi ngang qua anh đã kêu lên "Lạy ông Giê-su, Con vua Đa-vít, xin dủ lòng thương tôi" (Mc 10, 47). Đây là lần duy nhất trong Phúc âm Máccô mà một người gọi chính tên Đức Giêsu và sự xuất hiện của tước hiệu "Con Vua David".
Lời Batimê kêu làm nhiều người trong đám đông phật lòng và họ muốn làm mọi cách cho anh ta im đi nhưng anh lại còn la lớn tiếng hơn nữa. Batimê tin rằng Đức Giêsu có đủ quyền năng để cứu chữa cho anh, và đã không để vuột mất cơ hội may mắn. Đức Giêsu đang đi cũng đã dừng lại, và đây cũng là trường hợp duy nhất Đức Giêsu bị một người làm cho đứng lại trên đường đi. Người nói những người xung quanh kêu anh mù lại (Mc 10, 49) và đám đông cũng đổi thái độ từ chỗ bắt người mù im lặng chuyển sang khích lệ ông. Batimê liền bỏ tấm áo choàng lại, được hiểu theo nghĩa từ bỏ mọi sự vướng bận, để tiến về Đức Giêsu. Ngoài ra, bỏ tấm áo choàng còn được hiểu là Batimê bỏ lại sau lưng những dấu chỉ coi như bị xã hội ruồng bỏ, như chỗ ngồi của anh bên vệ đường với tấm áo ăn xin.
Khi Batimê đến gần Đức Giêsu, Người đã đặt câu hỏi như trước đây đã hỏi hai người con ông Dêbêđê “Anh muốn tôi làm gì cho anh?” có vẻ như một câu hỏi kỳ lạ để hỏi một người mù. Đức Giêsu muốn tạo cơ hội để người mù nói lên ý kiến và bày tỏ đức tin của mình. Batimê kêu Đức Giêsu bằng một tước hiệu gốc Aram “Rabbouni” (Thưa Thầy), và chỉ có một người khác trong các sách phúc âm dùng từ này là bà Maria Mađalêna (Ga 20, 16). Trong đoạn văn, tước hiệu đưa anh Batimê biểu lộ gần gũi với Đức Giêsu và anh đã được Đức Giêsu nhận lời. Đức Giêsu đáp trả không phải bằng một hành động cứu chữa nhưng như một lệnh truyền cho Batimê ra đi (Mc 10, 52). Lời Đức Giêsu nói đã làm cho anh mù Batimê được thấy lại và Batimê quyết định theo Đức Giêsu trên đường đi đến thương khó.
(46) Đức Giê-su và các môn đệ đến thành Giê-ri-khô. Khi Đức Giê-su cùng với các môn đệ và một đám người khá đông ra khỏi thành Giê-ri-khô, thì có một người mù đang ngồi ăn xin bên vệ đường, tên anh ta là Ba-ti-mê, con ông Ti-mê.(47) Vừa nghe nói đó là Đức Giê-su Na-da-rét, anh ta bắt đầu kêu lên rằng: "Lạy ông Giê-su, Con vua Đa-vít, xin dủ lòng thương tôi!"(48) Nhiều người quát nạt bảo anh ta im đi, nhưng anh ta càng kêu lớn tiếng: "Lạy Con vua Đa-vít, xin dủ lòng thương tôi!"(49) Đức Giê-su đứng lại và nói: "Gọi anh ta lại đây!" Người ta gọi anh mù và bảo: "Cứ yên tâm, đứng dậy, Người gọi anh đấy!"(50) Anh mù liền vất áo choàng lại, đứng phắt dậy mà đến gần Đức Giê-su.(51) Người hỏi: "Anh muốn tôi làm gì cho anh?" Anh mù đáp: "Thưa Thầy, xin cho tôi nhìn thấy được."(52) Người nói: "Anh hãy đi, lòng tin của anh đã cứu anh!" Tức khắc, anh ta nhìn thấy được và đi theo Người trên con đường Người đi.".
(Bản dịch của Nhóm Phiên Dịch Các Giờ Kinh Phụng Vụ)

### Phúc âm Mátthêu
Mátthêu cho biết không những một người mà hai người mù, nhưng cũng không nói tên và không nói đến việc họ là những người ăn xin. Tác giả Mátthêu thường có thói quen gấp đôi hai nhân vật như thế (8,28: Hai người bị quỷ ám; 9,27: Hai người mù; 24,40: Hai người đàn ông đang làm ruộng và hai người phụ nữ đang kéo cối xay). Lý do cho thói quen này vẫn chưa có một lời giải đáp thỏa đáng. Lý giải cho trường hợp Mát-thêu gấp đôi hai người mù ở đây, tác giả D.J. Harrington cho rằng có thể vì Mát-thêu đã không có câu chuyện chữa lành người mù tại Bếtsaiđa như Máccô (Mc 8,22-26). Một đặc điểm khác biệt trong trình thuật của Mátthêu so với Máccô và Luca là chi tiết Đức Giêsu sờ vào mắt người mù để chữa lành (Mt 20, 34).
(29) Khi Đức Giê-su và môn đệ ra khỏi thành Giê-ri-khô, dân chúng lũ lượt đi theo Người.(30) Và kìa có hai người mù ngồi ở vệ đường, vừa nghe Đức Giê-su đi ngang qua đó, liền kêu lên rằng: “Lạy Ngài, lạy Con vua Đa-vít, xin dủ lòng thương chúng tôi!”(31) Đám đông quát nạt, bảo họ im đi, nhưng họ càng kêu lớn hơn nữa: “Lạy Ngài, lạy Con vua Đa-vít, xin dủ lòng thương chúng tôi!”(32) Đức Giê-su dừng lại, gọi họ đến và nói: “Các anh muốn tôi làm gì cho các anh?”(33) Họ thưa: “Lạy Ngài, xin cho mắt chúng tôi được mở ra!”(34) Đức Giê-su chạnh lòng thương, sờ vào mắt họ; tức khắc, họ nhìn thấy được và đi theo Người."
(Bản dịch của Nhóm Phiên Dịch Các Giờ Kinh Phụng Vụ)

### Phúc âm Luca
Cả Máccô và Mátthêu (Mt 20,29) đều cho rằng Đức Giê-su gặp anh mù khi đang đi ra khỏi thành Giêrikhô, còn Luca thì nói cuộc gặp gỡ xảy ra lúc Đức Giê-su đến gần thành (Lc 18,35). Sự khác nhau này có thể bắt nguồn từ việc có hai thành cùng tên Giêrikhô: thành cũ đã đổ nát và thành mới cách đó một dặm do Đại đế Hêrôđê xây dựng và Luca đang muốn nói đến thành mới. Điểm khác biệt nữa của Phúc âm Luca là người mù sau khi được chữa lành đã tôn vinh Thiên Chúa, một đặc điểm phổ biến trong các trình thuật về chữa lành của Luca (5, 26; 7, 16; 13, 13; 17, 15; 23, 47).
(35) Khi Đức Giê-su gần đến Giê-ri-khô, có một người mù đang ngồi ăn xin ở vệ đường.(36) Nghe thấy đám đông đi qua, anh ta hỏi xem có chuyện gì.(37) Họ báo cho anh biết là Đức Giê-su Na-da-rét đang đi qua đó.(38) Anh liền kêu lên rằng: “Lạy ông Giê-su, Con vua Đa-vít, xin dủ lòng thương tôi!”(39) Những người đi đầu quát nạt, bảo anh ta im đi; nhưng anh càng kêu lớn tiếng: “Lạy Con vua Đa-vít, xin dủ lòng thương tôi!”(40) Đức Giê-su dừng lại, truyền dẫn anh ta đến. Khi anh đã đến gần, Người hỏi:(41) “Anh muốn tôi làm gì cho anh?” Anh ta đáp: “Lạy Ngài, xin cho tôi nhìn thấy được.”(42) Đức Giê-su nói: “Anh nhìn thấy đi! Lòng tin của anh đã cứu chữa anh.”(43) Lập tức, anh ta nhìn thấy được và theo Người, vừa đi vừa tôn vinh Thiên Chúa. Thấy vậy, toàn dân cất tiếng ngợi khen Thiên Chúa.
(Bản dịch của Nhóm Phiên Dịch Các Giờ Kinh Phụng Vụ)

## Ý nghĩa phép lạ
Trình thuật cứu chữa người mù tại Giêrikhô như kết quả trong tiến trình Đức Giêsu làm sáng tỏ ra cho các môn đệ, và giai đoạn cuối cùng trên con đường tiến vào thành Giêrusalem. Đức Giêsu đã tiên báo ba lần về cuộc khổ nạn của mình khi đến Giêrusalem cho các môn đệ nhưng các ông hoảng sợ và mù tối, và mang những ý tưởng sai lầm về Đấng Mêsia.  Sự nhìn thấy của anh mù dường như đối nghịch lại với sự mù tối của các môn đệ. Batimê trở thành khuôn mẫu một tín hữu đích thực, nhờ đức tin dám bỏ mọi sự (vất áo choàng là tài sản duy nhất khi còn mù về thể xác) để đến cùng Đức Giêsu. Đoạn văn người mù thành Giêrikhô đi đôi với đoạn chữa lành người mù tại Bếtsaiđa thành hai đoạn đầu và cuối của một đơn vị văn chương về hành trình của Đức Giêsu trên con đường đến Giêrusalem, trong đó người mù tại Bếtsaiđa được chữa đến hai lần mang biểu tượng cái khó khăn của người môn đệ trong việc chống trả lại sự mù quáng của họ và đức tin còn non nớt của họ, còn trình thuật người mù thành Giêrikhô cho thấy đức tin của các môn đệ tuy còn khiếm khuyết nhưng Đức Giêsu đã chấp nhận cho họ theo mình trong sứ vụ tại Giêrusalem và trong cuộc khổ nạn.
Người mù tuyên xưng Đức Giêsu là con vua David, nghĩa là anh ta đã có niềm tin vào Đức Giêsu là Đấng Mêsia. Theo thần học Do Thái, niềm tin vào Đấng Mêsia con vua David là niềm tin của vương quốc phía nam, tức Juđêa. Cái nhìn của người mù rất đúng, cho dù bị mù nhưng anh ta thấy được căn tính thâm sâu của Đức Giêsu, còn những người có mắt lại chỉ nhìn thấy Đức Giêsu ở nơi chốn sinh ra qua tên gọi Giêsu Nadarét.